# Rod Smallwood
Roderick Charles Smallwood (Huddersfield, 17 febbraio 1950) è un manager britannico, famoso per essere il manager della heavy metal band inglese Iron Maiden.
Nel 1976 ha fondato, assieme al suo partner d'affari Andy Taylor, conosciuto quando entrambi erano studenti al Trinity College di Cambridge, l'allora Smallwood-Taylor Enterprises, oggi Sanctuary Group, la più grande compagnia manageriale al mondo nel campo della musica. La compagnia venne rinominata dopo l'uscita dell'omonima canzone dei Maiden.
Prima di diventare il manager degli Iron Maiden, Smallwood aveva seguito Steve Harley & Cockney Rebel.
Il brano Sheriff of Huddersfield, inserito come lato B del singolo Wasted Years (1986), è stata scritta come scherzoso riferimento al loro manager. Questa canzone demenziale compara Smallwood allo sceriffo di Nottingham, a causa del suo noto attaccamento al denaro, e fa riferimento alle sue frequenti lamentele riguardo ad un viaggio a Los Angeles, avvenuto poco prima dell'incisione della canzone. Smallwood venne a conoscenza della canzone soltanto dopo l'uscita del singolo.